# Tylopharynx brodskii
Tylopharynx brodskii är en rundmaskart. Tylopharynx brodskii ingår i släktet Tylopharynx och familjen Diplogasteridae. Inga underarter finns listade i Catalogue of Life.